# Poecilipta smaragdinea
Poecilipta smaragdinea is een spinnensoort uit de familie van de loopspinnen (Corinnidae).
De wetenschappelijke naam van de soort werd in 1909 als Supunna smaragdinea gepubliceerd door Eugène Simon.